# Hemioedema multipodia
Hemioedema multipodia is een zeekomkommer uit de familie Cucumariidae.
De wetenschappelijke naam van de soort werd in 1973 gepubliceerd door Gustave Cherbonnier.